# Roma sparita
Roma sparita è una serie di centoventi acquerelli su carta, realizzati da Ettore Roesler Franz in tre riprese (quaranta quadri per ogni serie di date), tra il 1878 ed il 1896, che ritraggono la Roma di fine Ottocento raffigurando scene di vita quotidiana sulle vie del centro storico della capitale (gente che fa lavori comuni, stende i panni o li lava sul Tevere, che passeggia, che parla del più e del meno, fa compere ecc...).

## Storia

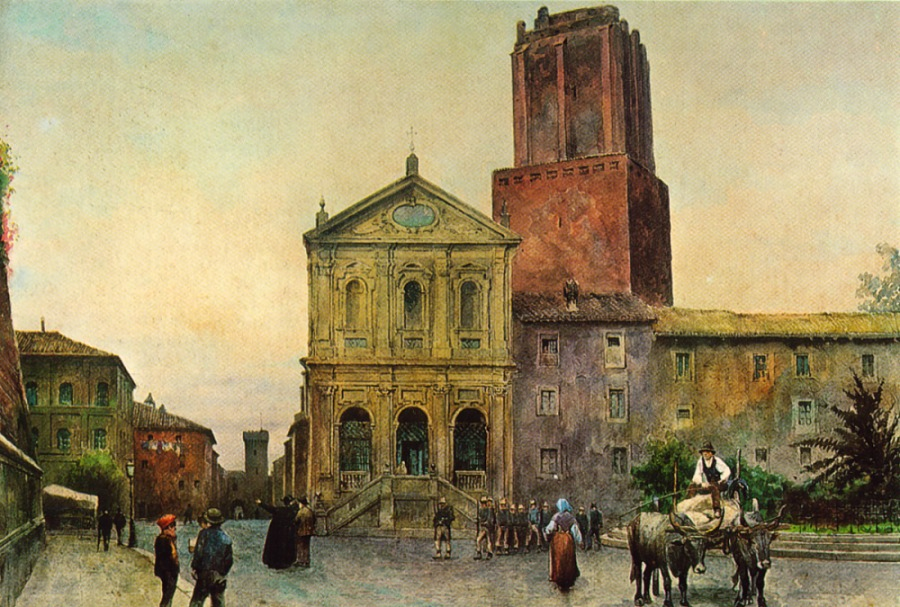
Torre delle Milizie e chiesa di Santa Caterina a Magnanapoli

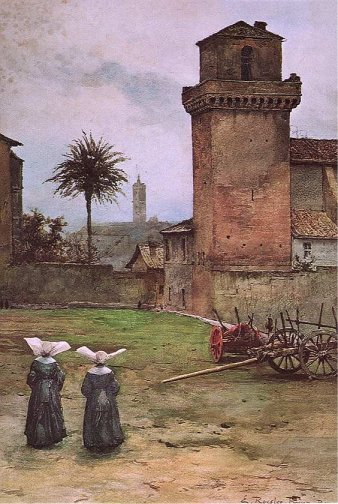
Piazza di San Pietro in Vincoli

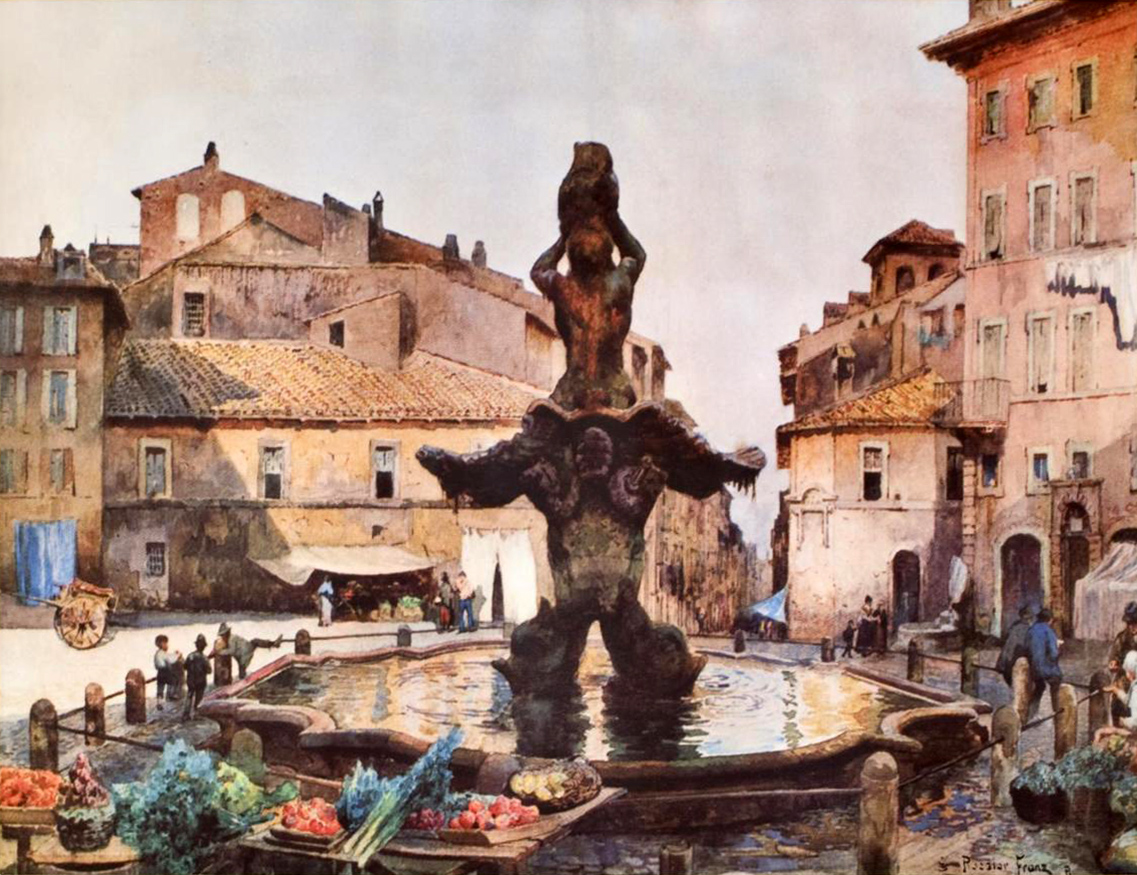
Piazza Barberini

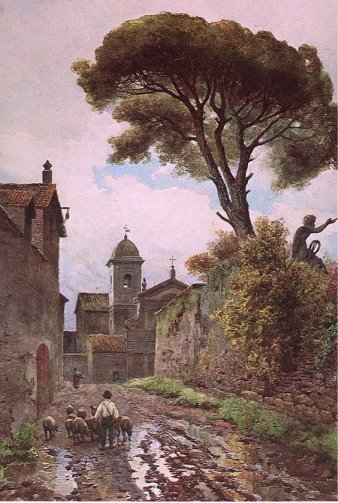
Vicolo di San Nicola da Tolentino

### La prima serie di quaranta quadri
Nel 1883 il Sindaco di Roma Leopoldo Torlonia acquistò dall’artista i 40 acquerelli che componevano la prima serie di “Roma Sparita” e che furono inizialmente conservati nel Palazzo Senatorio in Campidoglio.
Nel 1883 vengono esposti nel Palazzo delle Esposizioni. Nel 1884 la stessa serie viene esposta nella "Società degli amatori e cultori delle Belle Arti", mostra ripetuta nel 1891. Successivamente gli stessi quadri vengono esposti a Berlino e, nel 1890, a Vienna, mentre, nel 1904 all'esposizione italiana di Londra.

### Le serie successive
Il 4 maggio 1908, un anno dopo la morte di Ettore Roesler Franz, il Comune di Roma, attraverso il Sindaco di quel tempo Ernesto Nathan, comprò i rimanenti 80 acquerelli che componevano la seconda e terza serie di “Roma Sparita” da suo fratello ed erede universale Adolfo.
L'intento era quello di creare un museo apposito che mostrasse tutta quanta l'opera del Franz e della Roma Sparita. Nel 1911, vengono esposte a Castel Sant'Angelo. Nel 1929 vengono trasferiti nel museo dell'ex pastificio Pantanella presso la Bocca della Verità, per poi passare nel 1952 nel Museo di Roma a Palazzo Braschi.
Attualmente il Comune di Roma ne possiede 119, perché un acquerello (quello raffigurante “Palazzo Mattei alla Lungaretta”, n. 24 della seconda serie) è andato smarrito a Colonia nel 1966 durante una mostra itinerante e da allora non è stato più ritrovato. Le opere attualmente sono tutte custodite al Museo di Roma in Trastevere (già “Museo del Folklore”) in piazza Sant’Egidio e vengono periodicamente esposte.

## Caratteristiche

### La Roma dell'epoca
In questo periodo Roma aveva l'aspetto di una cittadina provinciale e molto arretrata rispetto ad altre capitali dell'Europa Occidentale proprio così che Franz l'ha dipinta e voluta farcela conoscere, ma poi, divenendo capitale d'Italia, si dovette cambiare il piano regolatore al di fuori delle mura del centro storico, fenomeno che man mano, molto lentamente (a partire dal secondo dopoguerra) farà sparire il mondo di Roesler Franz e della Roma Sparita.
In un suo scritto in inglese (una sorta di “testamento spirituale”) del 1894, Ettore Roesler Franz auspicava che, in futuro, la sua collezione Roma Sparita “dovrebbe essere posta in una sala speciale con una grande carta topografica della vecchia Roma in cui io darei indicazioni dei luoghi dove sono stati ripresi i quadri e questo faciliterebbe gli studiosi delle future generazioni nel capire quale era l’aspetto di Roma prima dei presenti mutamenti”.

### Alcuni accorgimenti di Ettore Roesler Franz
L’artista, di conseguenza, è stato un precursore dei moderni ambientalisti. Era un artista cosmopolita e di mentalità europea che ha voluto dare testimonianza del suo tempo rendendosi conto che le città che ritraeva stavano scomparendo o rinascendo. Ettore Roesler Franz eliminò dalla raffigurazione in alcuni quadri dove sarebbero stati presenti i segni dell'imminente progresso, come a voler amplificare l'arretratezza della nuova (per l'epoca) capitale del Regno d'Italia.

### Tecnica utilizzata
Roesler Franz faceva dapprima delle foto o degli schizzi, poi con un punteruolo, dopo posta la foto sviluppata o lo schizzo sulla carta da acquerello, bucherellava i contorni per creare un disegno preciso e definito, poi con una mano leggera contornava con un lapis i soggetti più lontani e da rendere meno definiti, poi ripassava i segni da rendere più definiti, vale a dire i più vicini e dettagliati, indi pitturava i disegni con gli acquerelli.

## Galleria d'immagini

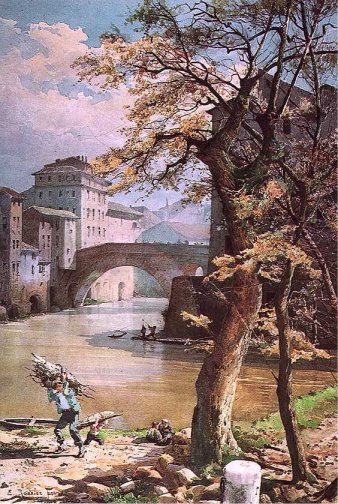
Sponda del Tevere alla Regola
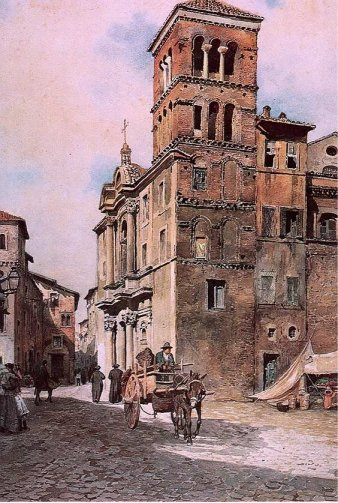
Santa Maria in Monticelli
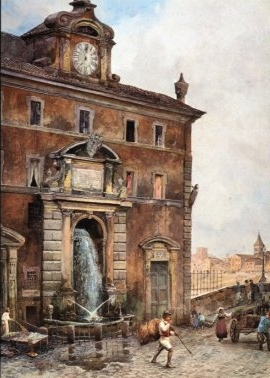
Fontana di Ponte Sisto a via Giulia
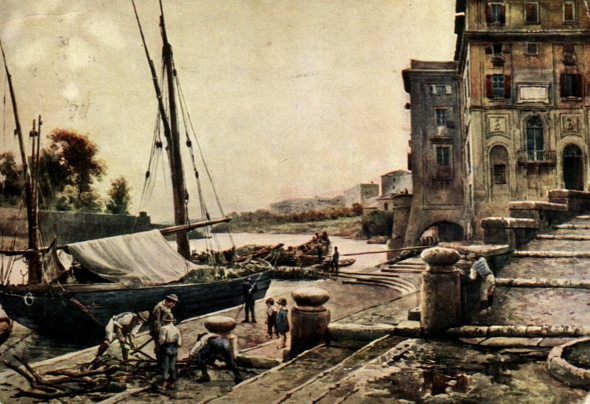
Porto di Ripetta
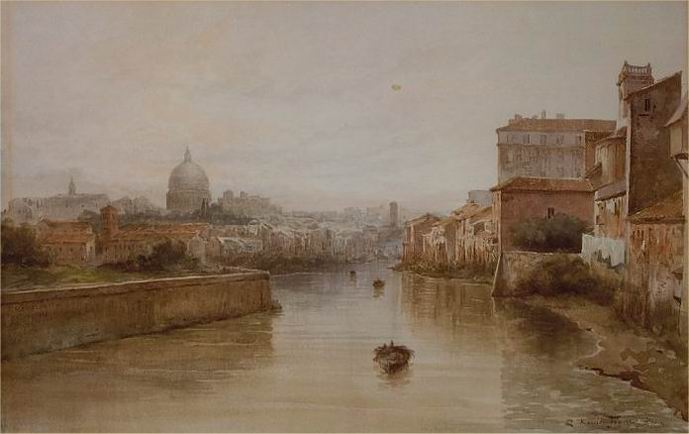
Il Tevere da Ponte Sisto